# Сычуаньская клика
Сычуаньская клика (川军) — юго-западная группировка китайских милитаристов в период республиканского Китая. В период с 1927 по 1938 год Сычуань находился в руках пяти военачальников: Лю Сяна, Ян Сэна, Лю Вэньхуэй, Дэн Сихоу, Хэ Чжаоде и Тянь Сунъяо, а второстепенными силами были Сюн Кэву и Люй Чао.

## Введение

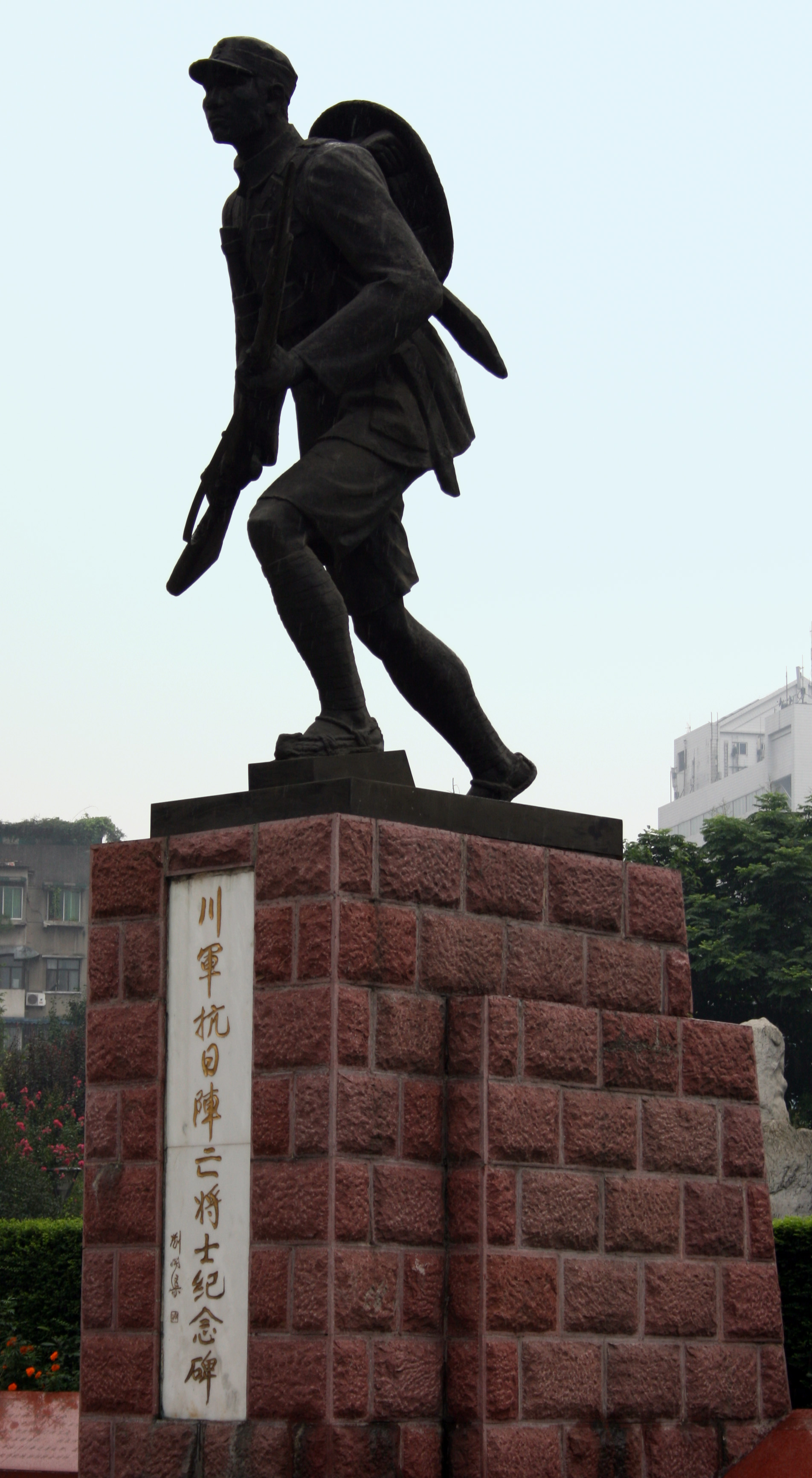
Памятник мученикам армии Сычуани в войне сопротивления против Японии, который находится в Народном парке, Чэнду.

После краха династии Цин ни у одного китайского военачальника не было достаточно силы, чтобы сразиться со всеми остальными одновременно, поэтому произошло множество мелких сражений, в которых один военачальник сталкивался с другим. Сычуаньская клика была разделена на более мелкие группы военачальников или оборонительные зоны, отделённые друг от друга чёткими военными, политическими и экономическими границами. Крупные конфликты возникали редко, заговоры и стычки были характерны для политической сцены Сычуани, эфемерные коалиции и контркоалиции возникали и исчезали с одинаковой скоростью.
Однако Лю Сян был самым влиятельным из сычуаньских военачальников. Он контролировал Чунцин и его окрестности. Этот регион, расположенный на берегу реки Янцзы, был богат благодаря торговле с провинциями вниз по реке и, следовательно, контролировал большую часть экономической деятельности в Сычуани. С этой позиции силы в 1930—1932 годах генерал Лю Вэньхуэй и Лю Сян улучшили свои силы, организовав небольшую авиацию и группу броневиков.
В 1935 году Лю Сян сместил своего дядю и конкурирующего военачальника Лю Вэньхуэя, став председателем правительства провинции Сычуань при поддержке Чан Кайши.
В экономических делах имело место злоупотребление чеканкой и выпуском валюты.

## Вторая мировая война
Во Второй китайско-японской войне сычуаньская клика внесла огромный вклад в противодействие японской армии. Данные показывают все количество погибших или раненых солдат (всего 3,26 миллиона), в том числе 2,24 миллиона из сычуаньской клики. В частности, с 1939 по 1945 год число погибших солдат из Сычуани составило 646 000 человек из общего числа 850 000 человек. В битве за Шанхай почти все 170 000 солдат сычуаньской клики пали в бою, и только 2 000 удалось отступить в провинцию Хубэй. Девять генералов Национально-революционной армии погибли во время Второй мировой войны, в том числе генералы Ли Цзяюй, Ван Минчжан и Жао Гохуа, были командирами из сычуаньской клики.

## Память
15 августа 1989 года городское правительство Чэнду построило новую скульптуру на память в Ванняне, Чэнду.